# De Rijnbeek
Het waterschap De Rijnbeek was een waterschap in de Nederlandse provincie Limburg. De naam van het waterschap verwijst naar de beek Rijnbeek waar het waterschap het beheer over had. 

## Geschiedenis
In 1957 werd het waterschap opgericht.
In 1980 werd het waterschap toegevoegd aan waterschap Het Maasterras.